# Mor ve Ötesi
Mor ve Ötesi (deutsch: „Violett und Jenseits“, morötesi: „ultraviolett“) ist eine türkische Rockband aus Istanbul. Sie gehört zu den bekanntesten modernen Bands der Türkei und vertrat das Land beim Eurovision Song Contest 2008.

## Geschichte
Anfang 1995 gründeten Kerem Kabadayı, Harun Tekin, Derin Esmer und Alper Tekin die Band Mor ve Ötesi und nahmen ihr erstes Album im August des gleichen Jahres auf. Aus eigenen Kompositionen bestehend wurde dieses Album im Juni 1996 unter dem Titel Şehir (dt. „Stadt“) veröffentlicht. Ihr erstes Konzert außerhalb von İstanbul gaben sie in der Orta Doğu Teknik Üniversitesi (ODTÜ; Technische Universität des Nahen Ostens) in Ankara im Jahre 1997. Im gleichen Jahr verließ Alper Tekin die Gruppe und Burak Güven kam für ihn in die Band. Nachdem 1999 das Album Bırak Zaman Aksın (dt. „Lass Zeit fließen“) genommen wurde, verließ Derin Esmer die Gruppe und wurde durch Kerem Özyeğen ersetzt. Am 16. Dezember 2000 traten Mor ve Ötesi als Vorgruppe von Placebo im Hilton Convention & Exhibition Center auf. Ihr drittes Album Gül Kendine (dt. „Rose an dich selbst“ sinngemäß: sei freundlich zu dir) brachten sie Ende 2001 auf den Markt. Die erste Singleauskopplung Yaz, Yaz, Yaz (dt. „Sommer“) avancierte zum großen Hit und sorgte für Aufsehen. Die zweite Singleauskopplung Güneye giderken (dt. „Richtung Süden“) festigte ihre Position in der Szene der türkischen Alternativmusik.
2003 veröffentlichten sie zusammen mit anderen prominenten türkischen Künstlern (mit Athena, Aylin Aslım, Bülent Ortaçgil, Feridun Düzağaç, Koray Candemir, Vega und Nejat Yavaşoğulları) ein Protestlied gegen den amerikanischen Angriff auf den Irak mit dem Namen Savaşa Hiç Gerek Yok (deutsch „Es gibt keinen Grund für Krieg“).
Das Jahr 2004 wurde zum Jahr von Mor ve Ötesi – dank ihrer Albumveröffentlichung im Frühjahr (Dünya Yalan Söylüyor (dt. „Die Welt lügt“)), dessen Singleauskopplungen Cambaz (dt. „Akrobat“), Bir Derdim Var (dt. „Ich habe eine Sorge“) und Sevda Çiçeği (dt. „Liebesblume“) allesamt mit dem Kral Türkiye Müzik Award ausgezeichnet wurden. Büyük Düşler (dt. „Große Träume“) wurde 2006 veröffentlicht. Die erste Single/Maxi-CD war Şirket (dt. „Die Firma“).
Im Jahr 2005 gewann die Band einen Altın Kelebek Award in der Kategorie Beste Musikgruppe.

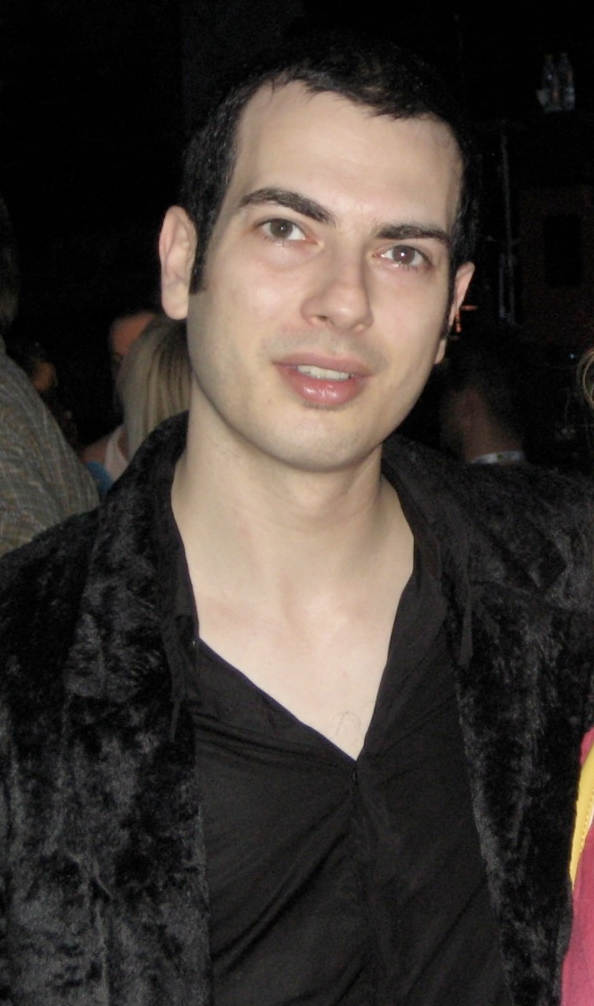
Harun Tekin, Sänger von Mor ve Ötesi

Am 15. Februar 2008 präsentierten Mor ve Ötesi im TRT-Fernsehen ihr Lied Deli (dt. wörtlich „verrückt“, auch Bezeichnung für tollkühne Reiter des Osmanischen Reiches) dem Publikum, mit dem sie die Türkei beim Eurovision Song Contest 2008 vertraten. Mor ve Ötesi hatten von offizieller Seite (also von TRT-Seite) aus freie Sprachauswahl. Sie hatten sich entschieden, in Belgrad in türkischer Sprache zu singen. Mor ve Ötesi qualifizierten sich beim 2. Halbfinale am 22. Mai 2008 für das zwei Tage später stattfindende Finale, wo sie einen siebten Platz mit 138 Punkten belegten. Sie hatten im Finale die Startnummer 12, im Halbfinale die Startnummer 3. Der Song erschien auf dem Album Başıbozuk (dt. wörtlich „kopfkaputt“ „führerlos“, auch Bezeichnung für irreguläre Truppen im Osmanischen Reich), das ebenfalls 2008 veröffentlicht wurde.
2010 und 2012 folgten mit Masumiyetin Ziyan Olmaz (dt. „Deine Unschuld ist nicht verschwendet“) und Güneşi Beklerken (dt. „Auf die Sonne wartend“) zwei weitere Alben der Band. 2016 erschienen die beiden Kompilation 1996-2004 Kayıtlar und Kayıtlar 1996-2016 (dt. „Aufzeichnungen“), die auf insgesamt neun CDs veröffentlicht wurden. 2019 nahm die Band das Album Canlı Senfonik / Aya İrini (dt. „Live und Symphonisch in der Kirche zur Heiligen Irene“) auf, in dem sie einige ihrer bekannten Songs gemeinsam mit dem klassischen Avrasya Filarmoni Orkestrası unter Leitung von Orçun Orçunsel sowie dem Chor Magma Filarmoni Korosu aufnahmen.
Im Dezember 2021 veröffentlichte die Band zwei Singles, Forsa (Bezeichnung eines Galeerensklaven im Osmanischen Reich) und Dünyaya Bedel (dt. „Welt Wert“), ihres am 21. Januar 2022 veröffentlichten Konzeptalbums Sirenler (dt. „Sirenen“). Das Album ist seit Dezember 2022 in limitierter Auflage über zuhalmuzik.com erhältlich. Zum Album, das wie die Singleauskopplung einem Farbschema (rot, blau und lia) folgen, veröffentlichte die Gruppe auch eine Website (www.sirenler.com) mit jeweils einem Zitat von Homer und einem von Franz Kafka.
Am Tag der Veröffentlichung stellten mor ve ötesi das Album mit einem Konzert in der Çiçek Pasajı in der Istiklal Caddesi in Istanbul vor und drehten dort auch das Musikvideo zu İstiklal (dt. „unabhängig“), der dritten Singleauskopplung, die am 14. Februar 2022 veröffentlicht wurde. Dieses Konzert wurde zeitgleich auch online und kostenlos auf ihrem Youtube-Kanal übertragen.
Am 28. Mai 2022 veranstalteten sie als erste türkische Band ein Stadionkonzert im Vodafone Park in Beşiktaş, Istanbul. Hier wurde der Konzertfilm Tamiri Mümkün (Reparatur möglich) gedreht, der am 13. Januar 2023 europaweit in die Kinos kam.
Am 10. Juni 2022 wurde der Clip zu dem Lied „Adamın Dibi“ (dt. wörtlich „Bodensatz eines Mannes“, sinngemäß ’eine tolle Person’) veröffentlicht.
Zu den bekanntesten Songs der Band zählen Daha Mutlu Olamam (dt. "Ich könnte nicht glücklicher sein"), Bir Derdim Var, Cambaz, Deli, Araf (dt. "Höllenfeuer) oder Oyunbozan (dt. "Spielverderber").

## Werk

### Motivik und Selbstreferenz im Gesamtwerk mor ve ötesis
Betrachtet man das Gesamtwerk von mor ve ötesi zeigt sich zunächst ein dichtes Netz an wiederkehrenden Motiven, die als selbstreferenziell bezeichnet werden können.
Aus den Motiven lassen sich Ketten bilden, die verschiedene Lieder hinsichtlich eines bestimmten Aspektes miteinander verknüpfen. Folgt man den Motiven wir Spuren in mor ve ötesis Gesamtwerk, zeigt sich, dass die verschiedenen Lieder jeweils einen Aspekt/eine Facette des gleichen Themas aufgreifen und beleuchten. Ihr Werk folgt in diesem Sinne einem Lieder- oder Gedichtzyklus, ohne dass dies offenkundig wäre. Spätestens seit den 2000er Jahren ergänzen die Videos zumeist den Text und füllen semantische Leerstellen auf; sie bringen nochmals Motive mit, die ebenfalls wieder aufgegriffen werden.
Es scheint so, als hätten sich die Band früh einem bestimmten Thema gewidmet, welches schon in seinen Grundzügen bestand hatte und das sie im Laufe der Jahre immer wieder thematisiert und neu beleuchtet haben.
Zu den Hauptmotiven zählen: Vogel-/Engelsgestalten, Spiel/Märchen/Mythen, Seele/Inneres & Geschwisterteil sowie Welt; Schlaf/Erwachen sowie Krankheit/Kindheit als auch alte Häuser/Ruinen, Sonne, Licht/Zuhören/Erzählen, Herbst/Herbstblätter und Morgen/Zeit bzw. Sterben/Tod sowie Wald oder Blumen.
Da im Gesamtwerk eine zyklische Bewegung auszumachen ist – Texte und Videos um ein Thema kreisen - ist ein chronologisches Erzählen nicht zwingend notwendig. Der inhärente Sinn des Gesamtwerks erzählt sich nicht im klassischen Sinne, vielmehr wird durch die verschiedenen Aspekte ein semantisches Bild erzeugt, dass sich mit ihrem 8. Studio-Album „Sirenler“ tatsächlich erzählen lässt. Dabei scheinen sich die Alben thematisch zu dem Hauptthema zu positionieren.
Im Zentrum steht dabei eine ambivalente Liebesbeziehung, die aufgrund ihrer Besonderheit über gesellschaftliche Relevanz verfügt bzw. eine gesellschaftspolitische Veränderung bewirkt.
Eigenschaften dieser Beziehung sind: eine tiefe und umfassende Liebe, Seelenverwandtschaft, Wiedergeburt, Vergessen und Krankheit, Abhängigkeit, Schmerz, Lügen, Erzählen, Zuhören und Schweigen sowie Ringen um Wahrheit.
Insofern sind auftretende Figuren, wie cambaz, kapten, oder başkan und sultan auch in diesem Zusammenhang zu betrachten – was ihr Werk wahrhaft einzigartig und besonders clever macht.

## Bandname
- Mor = violett
- ve = und
- Ötesi = weiteres, jenseits

Zusammengesetzt ergibt das die Bedeutung „Violett und jenseits davon“. Somit ist das ein Wortspiel hinsichtlich des türkischen Wortes morötesi das „Ultraviolett“ bedeutet, dessen Bedeutung auch mit „jenseits des violetten“ angegeben werden könnte.

## Diskografie

### Alben
- 1996: Şehir
- 1999: Bırak Zaman Aksın
- 2001: Gül Kendine
- 2004: Dünya Yalan Söylüyor
- 2006: Büyük Düşler
- 2008: Başıbozuk
- 2010: Masumiyetin Ziyan Olmaz
- 2012: Güneşi Beklerken
- 2022: Sirenler

### EPs
- 2003: Yaz

### Kompilationen
- 2016: Kayıtlar 1996-2016
- 2016: Diğer Kayıtlar

### Livealben
- 2019: Canlı Senfonik – Aya İrini
- 2020: Canlı Senfonik – Harbiye Açıkhava

### Singles
- 1996: Yalnız Şarkı
- 1996: Sabahın Köründe
- 1999: Son Giden
- 1999: Boşver
- 2000: Sen Varsın
- 2001: Daha Mutlu Olamam
- 2003: Yaz Yaz Yaz
- 2003: Güneye Giderken
- 2003: Savaşa Hiç Gerek Yok (mit Athena, Aylin Aslım, Bülent Ortaçgil, Vega, Feridun Düzağaç, Koray Candemir & Nejat Yavaşoğulları)
- 2004: Sevda Çiçeği
- 2004: Bir Derdim Var
- 2004: Cambaz
- 2004: Uyan
- 2004: Aşk İçinde
- 2004: Telli Telli
- 2006: Ayıp Olmaz Mı?
- 2006: Şirket
- 2006: Küçük Sevgilim (Hintergrundstimme: Şebnem Ferah)
- 2007: 1945
- 2007: Parti
- 2008: Deli (ESC Beitrag der Türkei)
- 2008: İddia
- 2010: Loveliest Mistake
- 2010: Yorma Kendini
- 2010: Araf
- 2011: Sev Beni
- 2011: Sor
- 2011: Bisiklet
- 2012: Kara Kutu
- 2012: Herşey Yolunda (mit Druha Rika)
- 2012: Güneşi Beklerken
- 2013: Oyunbozan
- 2013: Dokun Bana (mit Nilüfer)
- 2014: Eski Şarkısı
- 2014: Son Sabah
- 2016: Anlatamıyorum
- 2016: Melekler Ölmez
- 2018: Sultan-ı Yegâh
- 2021: Forsa
- 2021: Dünyaya Bedel
- 2022: İstiklal
- 2022: Adamın Dibi
- 2023: Yaz Yaz Yaz – Coke Studio (mit Aleyna Tilki)
- 2024: Boğaziçi

## Auszeichnungen
- 2005: Altın Kelebek Award in der Kategorie Beste Musikgruppe
- 2005: Kral Türkiye Müzik Award in der Kategorie Beste Musikgruppe
- 2009: Kral Türkiye Müzik Award in der Kategorie Beste Musikgruppe